# Bruce Eckel
Pour les articles homonymes, voir Eckel.
Bruce Eckel est l'auteur de nombreux livres et articles à propos de la programmation informatique. Il donne fréquemment des séminaires pour les programmeurs informatiques. Ses ouvrages les plus connus sont Thinking in Java (« Penser en Java ») et Thinking in C++ (« Penser en C++ »), dont le but est d'aider les programmeurs qui souhaitent apprendre ces langages de programmation.
De nombreuses personnes considèrent son travail plus pédagogique que la plupart des textes d'introduction au langage.
Bruce Eckel est membre de l'ANSI/ISO C++ standard comité.
Les dernières versions de ses livres (et en particulier, le très populaire Thinking in Java) ne sont plus libres et donc disponibles en téléchargement gratuit.4th